# Micrastur plumbeus
El halcón montés plomizo o halcón montés de Munchique (Micrastur plumbeus) es una especie de ave falconiforme de la familia Falconidae endémico de Colombia y Ecuador.

## Descripción
Es un halcón pequeño que mide entre 30 y 36 cm de longitud. Las partes superiores de su cuerpo son de color gris mientras que las inferiores son blancas con finas franjas horizontales negras. El halcón montés plomizo junto al halcón montés cabecigrís y el halcón montés críptico forma un complejo críptico de especies. Los adultos de estas tres especies tienen el lorum pelado de color anaranjado, del mismo color que la cera, lo que los diferencia del halcón montés agavilanado. El halcón montés plomizo presenta una sola línea blanca en la cola además del borde blanco, como el halcón montés críptico, mientras que el halcón montés cabecigrís tiene dos líneas. El iris de sus ojos de color pardo grisáceo claro.

## Distribución y hábitat
Es endémico de las selvas húmedas del suroeste de Colombia y el noroeste de Ecuador. 